# SCORE (satelliet)
De SCORE was een Amerikaans project uit het prille begin van de ruimtevaart, aan het einde van de jaren vijftig uit de vorige eeuw.
De afkorting SCORE stond voor Signal Communication by Orbiting Relay Equipment.
Het betrof hier een ruwe, experimentele versie van een communicatiesatelliet. De SCORE had onder meer een bandrecorder aan boord met een opname van een kerstboodschap door president Eisenhower, die ruimtevaart als iets van weinig praktisch nut beschouwde. Deze recorder functioneerde 13 dagen en kon tevens andere boodschappen opnemen om deze later uit te zenden, hetgeen satelliet met een uitgesteld relais werd genoemd.

## Gegevens

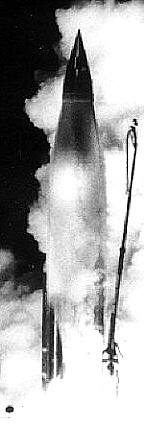
Lancering van Atlas-B

Deze kunstmatige satelliet werd gelanceerd op 18 december 1958 om 18.02 uur lokale tijd vanaf Lanceercomplex 11 van het Cape Canaveral Air Force Station. De satelliet woog 68 kg. 
Het perigeum bedroeg 185 km. en het apogeum 1484 km. De inclinatie bedroeg 32,3° en de omloopbaan werd in bijna één uur en drie kwartier (101½ minuut) doorlopen.
Er waren batterijen geïnstalleerd om in de energiebehoefte te voorzien, aangezien deze sonde niet over zonnecellen beschikte. Er vond geen ontkoppeling plaats omdat het geen daadwerkelijke aparte kunstmaan betrof; het was een instrumentenpakketje dat boven op een Atlas-B-raket (een prototype van de latere Atlas-ICBM) was bevestigd. Het was de eerste geslaagde test van de Atlas als orbitale draagraket.

## Ontwikkeling
In juni 1958 kreeg de U.S. Army Signal Research and Development Laboratory (SRDL) in Fort Monmouth (New Jersey) opdracht om een communicatiesatelliet te ontwerpen, die absoluut niet zwaarder mocht zijn dan 150 pounds. Als draagraket koos men de Atlas. De raket als geheel woog bijna vier ton. Uitgangspunt was dat de gehele raket in een baan om de Aarde moest worden gebracht; men koos er om die reden voor om de boordinstrumenten in te bouwen in de neuskegel van de draagraket. Aangezien de kunstmaan in een lage baan terecht zou komen ging men ervan uit, dat de levensduur niet meer dan twee à drie weken zou bedragen.
Met name de lage baan betekende een grote handicap voor live telecommunicatie tussen meerdere grondstations. Als oplossing hiervoor installeerde men een bandrecorder, die gegevens kon opslaan om later weer uit te zenden. Gunstig bijeffect hiervan was, dat men zodoende over de hele wereld kon uitzenden. Daarentegen schatte men de betrouwbaarheid van de apparatuur niet bijster hoog in; men hoopte dit probleem voor te blijven door een tweede bandrecorder te installeren. Uiteraard (de Koude Oorlog was in volle gang) vond alles in het grootste geheim plaats.

## Missie
Nadat de raket gereed was had men een boodschap op band opgeslagen, die was ingesproken door een lid van het ontwerpteam. Dit bericht werd vervangen door een kerstboodschap van president Eisenhower, toen de raket al volgetankt op het lanceerplatform stond. Men had deze opname in allerijl naar Cape Canaveral gestuurd, waar men deze verzond naar de bandrecorders boven op de Atlas.
Het installeren van een back-up bandrecorder bleek geen overbodige luxe, omdat de eerste niet goed reageerde. Een dag later zond de back-up op commando van het grondstation alsnog Eisenhowers kerstboodschap via de korte golf naar de Aarde:
"This is the President of the United States speaking. Through the marvels of scientific advance, my voice is coming to you from a satellite traveling in outer space. My message is a simple one: Through this unique means I convey to you and all mankind, America's wish for peace on Earth and goodwill toward men everywhere."
Na deze uitzending bleef de back-up recorder gelukkig goed functioneren en verzorgde nog 78 uitzendingen tussen grondstations in Arizona, Californië, Georgia en Texas. Daarna was het afgelopen, de batterijen raakten uitgeput en na twaalf dagen zweeg de SCORE. Op 21 januari 1959 verbrandde SCORE toen hij terugkeerde in de dampkring.